# Belgischer Fußballpokal 2023/24
Der Belgische Fußballpokal 2023/24 begann am 28. Juli 2023. Das Finale fand am 9. Mai 2024, und damit während der Play-offs der Division 1A, im König-Baudouin-Stadion in Brüssel statt.

## Modus
Generell sind U 23-Mannschaften, egal in welcher Spielklasse sie eingegliedert wurden, im Pokal nicht spielberechtigt.
Die ersten sechs Runden wurden am 26. Juni 2023 gemeinsam ausgelost.
Die erste Runde vom 28. bis 30. Juli 2023 trugen 204 Vereine aus den Provinzklassen aus. In der zweiten Runde am 6. August 2023 kamen zu den 102 Siegern aus der ersten Runde die 62 Vereine aus der dritten Amateur-Division dazu, so dass in dieser Runde 82 Spiele ausgetragen wurden.
Zu den 82 Gewinnern der 2. Runde kamen in der 3. Runde, die am 13. August 2023 gespielt wurde, die 50 Vereine aus der zweiten Amateur-Division dazu.
In der 4. Runde, die am 20. August 2023 gespielt wurde, kamen zu den 66 Siegern der 3. Runde die 14 Vereine der ersten Amateur-Division dazu. In der 5. Runde, die am 27. August stattfand, kamen keine weiteren Vereine hinzu, so dass 40 Vereine 20 Spiele bestritten.
Diese 20 Sieger trafen in der 6. Runde, die am 10. September stattfand, mit den 12 Mannschaften aus der Division 1B, die keine U 23-Mannschaften sind, zusammen. Dabei wurde jeder Mannschaft aus der Division 1B ein Sieger aus der 5. Runde zugelost. Dadurch stand vorher fest, dass mindestens vier Amateurclubs das Sechzehntelfinale erreichten.
Von der 6. Runde bis zum Viertelfinale haben Amateurvereine zwingend Heimrecht, sofern ihr Stadion den Infrastruktur-Mindestanforderungen entspricht. Ist das nicht der Fall, wird das Pokalspiel beim ausgelosten Gegner ausgetragen.
Ab dem Sechzehntelfinale wurden auch die Vereine der Division 1A am Spielgeschehen des belgischen Pokals beteiligt. Dabei befinden sich die 16 Vereine in einem Lostopf; die 16 Sieger der 6. Runde im anderen. Ab dieser Runde wird der Pokal durch Pro League organisiert.
Entgegen erster Planungen wurde das Halbfinale im Hin- und Rückspiel ausgetragen. Hier wird das Heimrecht im ersten Spiel stets durch Los bestimmt. Die anderen Spiele werden in nur einer Partie ausgespielt. Steht es nach 90 Minuten unentschieden (beim Halbfinale nach Addition beider Spielstände), folgen eine Verlängerung und gegebenenfalls ein Elfmeterschießen.

## 6. Runde
| Datum              |                                 | Ergebnis              |                              |
| ------------------ | ------------------------------- | --------------------- | ---------------------------- |
| 8. September 2023  | KV Ostende 1B                   | 5:0                   | FC Ganshoren A               |
| 9. September 2023  | RSC Habay-La-Neuve A            | 1:2                   | RFC Meux A                   |
| 9. September 2023  | KSK Tongeren A                  | 1:4                   | Francs Borains 1B            |
| 9. September 2023  | SV Zulte Waregem 1B             | 4:1                   | KFC Sint-Lenaarts A          |
| 9. September 2023  | Royal Excelsior Virton A        | 0:1                   | SK Beveren 1B                |
| 9. September 2023  | KSC Lokeren-Temse A             | 3:3 n. V. (3:5 i. E.) | K Beerschot VA 1B            |
| 9. September 2023  | Hoogstraten VV A                | 0:2                   | Patro Eisden Maasmechelen 1B |
| 9. September 2023  | K.V.V. Thes Sport Tessenderlo A | 2:0                   | KRC Mechelen A               |
| 9. September 2023  | RAAL La Louvière A              | 2:0                   | RFC Lüttich 1B               |
| 9. September 2023  | Lierse Kempenzonen 1B           | 3:0                   | KVK Ninove A                 |
| 9. September 2023  | ROC Charleroi-Marchienne A      | 1:1 n. V. (4:2 i. E.) | KMSK Deinze 1B               |
| 10. September 2023 | Royal Albert Quévy-Mons A       | 0:1                   | F.C.V. Dender E.H. 1B        |
| 10. September 2023 | Cercle Sportif Onhaye A         | 1:1 n. V. (1:4 i. E.) | K.R.C. Harelbeke A           |
| 10. September 2023 | FC Knokke A                     | 3:1                   | RFC Seraing 1B               |
| 10. September 2023 | Eendracht Elene Grotenberge A   | 4:3                   | Crossing Schaerbeek-Evere A  |
| 10. September 2023 | URSL Visé A                     | 2:0                   | Lommel SK 1B                 |

## Sechzehntelfinale
Das Sechzehntelfinale wurde am 11. September 2023 ausgelost. Dabei wurde jedem Verein aus der Division 1A zwingend ein niederklassiger Gegner zugelost. Die genauen Spieltermine wurden am 15. September 2023 festgelegt.
| Datum              |                                 | Ergebnis              |                               |
| ------------------ | ------------------------------- | --------------------- | ----------------------------- |
| 31. Oktober 2023   | KAS Eupen                       | 0:2                   | KV Ostende 1B                 |
| 31. Oktober 2023   | FC Knokke A                     | 1:1 n. V. (5:4 i. E.) | KV Mechelen                   |
| 31. Oktober 2023   | Cercle Brügge                   | 2:2 n. V. (3:4 i. E.) | SV Zulte Waregem 1B           |
| 31. Oktober 2023   | K.V.V. Thes Sport Tessenderlo A | 0:3                   | Sporting Charleroi            |
| 31. Oktober 2023   | RAAL La Louvière A              | 0:1                   | RSC Anderlecht                |
| 31. Oktober 2023   | VV St. Truiden                  | 3:0 n. V.             | Francs Borains 1B             |
| 1. November 2023   | Royale Union Saint-Gilloise     | 2:1                   | RFC Meux A                    |
| 1. November 2023   | Lierse Kempenzonen 1B           | 1:4                   | Royal Antwerpen               |
| 1. November 2023   | URSL Visé A                     | 0:4                   | KRC Genk                      |
| 1. November 2023   | Oud-Heverlee Löwen              | 5:0                   | Eendracht Elene Grotenberge A |
| 1. November 2023   | F.C.V. Dender E.H. 1B           | 1:1 n. V (4:5 i. E.)  | KV Kortrijk                   |
| 1. November 2023   | Patro Eisden Maasmechelen 1B    | 1:3                   | KAA Gent                      |
| 1. November 2023 1 | ROC Charleroi-Marchienne A      | 0:1                   | RWD Molenbeek                 |
| 1. November 2023   | SK Beveren 1B                   | 3:1                   | KVC Westerlo                  |
| 1. November 2023   | Standard Lüttich                | 5:0                   | K.R.C. Harelbeke A            |
| 1. November 2023   | K Beerschot VA 1B               | 0:6                   | FC Brügge                     |

## Achtelfinale
Das Achtelfinale wurde am 2. November 2023 ausgelost. Die Spiele werden vom 5. bis 7. Dezember 2023 ausgetragen. Die genauen Spieltermine wurden am 8. November 2023 festgelegt.
| Datum            |                 | Ergebnis              |                             |
| ---------------- | --------------- | --------------------- | --------------------------- |
| 5. Dezember 2023 | KV Kortrijk     | 0:1                   | RWD Molenbeek               |
| 6. Dezember 2023 | KV Ostende 1B   | 3:1 n. V.             | KRC Genk                    |
| 6. Dezember 2023 | FC Knokke A     | 1:1 n. V. (2:4 i. E.) | Oud-Heverlee Löwen          |
| 6. Dezember 2023 | Royal Antwerpen | 5:2                   | Sporting Charleroi          |
| 6. Dezember 2023 | VV St. Truiden  | 0:1                   | KAA Gent                    |
| 6. Dezember 2023 | FC Brügge       | 4:0                   | SV Zulte Waregem 1B         |
| 7. Dezember 2023 | SK Beveren 1B   | 0:2                   | Royale Union Saint-Gilloise |
| 7. Dezember 2023 | RSC Anderlecht  | 2:0                   | Standard Lüttich            |

## Viertelfinale
Das Viertelfinale wurde am 8. Dezember 2023 gemeinsam mit dem Halbfinale ausgelost. Ursprünglich sollten die Spiele vom 16. bis 17. Januar 2024 stattfinden. Die genauen Spieltermine wurden am 15. Dezember 2023 festgesetzt. Infolge eines Wintereinbruchs mit erheblichen Schneefällen mussten die für den 17. Januar 2024 vorgesehenen Spiele in Löwen und Saint-Gilles auf den 24. und 25. Januar 2024 verschoben werden. (Das für den gleichen Tag in Ostende angesetzte Spiel konnte stattfinden, da es dort nicht schneite.)
| Datum           |                             | Ergebnis |                 |
| --------------- | --------------------------- | -------- | --------------- |
| 16. Januar 2024 | KAA Gent                    | 0:1      | FC Brügge       |
| 17. Januar 2024 | KV Ostende 1B               | 2:0      | RWD Molenbeek   |
| 24. Januar 2024 | Oud-Heverlee Löwen          | 2:3      | Royal Antwerpen |
| 25. Januar 2024 | Royale Union Saint-Gilloise | 2:1      | RSC Anderlecht  |

## Halbfinale
Die Hinspiele der Halbfinales waren ursprünglich vom 23. bis 25. Januar 2024; die Rückspiele vom 27. bis 29. Februar 2024 geplant. Nach der Verschiebung der Viertelfinal-Spiele mussten auch die Hinspiele des Halbfinales verschoben werden und wurden auf den 7. und 8. Februar 2024 neu terminiert.
| Datum                                                  |               | Gesamt |                             | Hinspiel | Rückspiel |
| ------------------------------------------------------ | ------------- | ------ | --------------------------- | -------- | --------- |
| 7. Februar 2024 um 20:45 h 28. Februar 2024 um 20:30 h | FC Brügge     | 2:3    | Royale Union Saint-Gilloise | 2:1      | 0:2       |
| 8. Februar 2024 um 20:00 h 29. Februar 2024 um 20:45 h | KV Ostende 1B | 1:4    | Royal Antwerpen             | 1:1      | 0:3       |

## Finale
Am 1. März 2024 wurde ausgelost, dass Royal Union Saint-Gilloise als Heimmannschaft gilt. Das Finale fand am 9. Mai 2024 statt. Hätte einer der Pokalfinalisten das Viertelfinale im Europapokal erreicht, wäre es wegen Überschneidung mit dem europäischen Halbfinale auf den 20. Mai 2024 verlegt worden.
| Royale Union Saint-Gilloise                                         | Royale Union Saint-Gilloise | Royal Antwerpen | Royal Antwerpen |
| ------------------------------------------------------------------- | --- | --- | --------------- |
| Royale Union Saint-Gilloise                                         | \| 9. Mai 2024 um 15:30 Uhr (MESZ) in Brüssel (König-Baudouin-Stadion) \| \| Ergebnis: 1:0 (1:0) \| \| Zuschauer: 47.000 \| \| Schiedsrichter: Erik Lambrechts \| \| Spielbericht \| | \| 9. Mai 2024 um 15:30 Uhr (MESZ) in Brüssel (König-Baudouin-Stadion) \| \| Ergebnis: 1:0 (1:0) \| \| Zuschauer: 47.000 \| \| Schiedsrichter: Erik Lambrechts \| \| Spielbericht \| | Royal Antwerpen |
| Royale Union Saint-Gilloise                                         | Anthony Moris – Christian Burgess, Kōki Machida, Kevin Mac Allister – Alessio Castro-Montes, Mathias Rasmussen (84. Noah Sadiki), Cameron Puertas, Charles Vanhoutte, Loïc Lapoussin (81. Ross Sykes) – Gustaf Nilsson (84. Kevin Rodríguez), Mohamed Amoura (90.+6' Jean Thierry Lazare) Cheftrainer: Alexander Blessin | Senne Lammens – Ritchie De Laet (73. Jelle Bataille), Toby Alderweireld , Zeno Van Den Bosch, Owen Wijndal (86. Soumaïla Coulibaly) – Eliot Matazo (73. Alhassan Yusuf), Jurgen Ekkelenkamp (86. George Ilenikhena), Mandela Keita – Gyrano Kerk (73. Chidera Ejuke) – Vincent Janssen, Michel-Ange Balikwisha Cheftrainer: Mark van Bommel | Royal Antwerpen |
| Royale Union Saint-Gilloise                                         | 1:0 Kōki Machida (45.+1') | | Royal Antwerpen |
| Royale Union Saint-Gilloise                                         | Mohamed Amoura (24.), Christian Burgess (68.), Alessio Castro-Montes (90.), Anthony Moris (90.+1') | Eliot Matazo (30.), Vincent Janssen (54.), Zeno Van Den Bosch (88.) | Royal Antwerpen |
| 9. Mai 2024 um 15:30 Uhr (MESZ) in Brüssel (König-Baudouin-Stadion) | | |                 |
| Ergebnis: 1:0 (1:0)                                                 | | |                 |
| Zuschauer: 47.000                                                   | | |                 |
| Schiedsrichter: Erik Lambrechts                                     | | |                 |
| Spielbericht                                                        | | |                 |